# Medalla por la Victoria sobre Japón
La Medalla por la Victoria sobre Japón (en ruso: Медаль «За победу над Японией») es una medalla de campaña de la Unión Soviética establecida el 30 de septiembre de 1945 por decreto del Presídium del Sóviet Supremo de la Unión Soviética para conmemorar la victoria soviética sobre el Imperio de Japón en la Guerra soviético-japonesa al final de la Segunda Guerra Mundial. El estatuto de la medalla fue posteriormente enmendado el 18 de julio de 1980 por decreto del Presídium del Sóviet Supremo de la URSS N.º 2523-X.
Al 1 de enero de 1995, aproximadamente 1 800 000 personas habían recibido la Medalla por la Victoria sobre Japón.

## Historia
La medalla se estableció para recompensar a los participantes en la derrota del ejército de Kwantung japonés, entre agosto y septiembre de 1945.
Se sometieron a aprobación cuatro proyectos de la medalla: dos del artista M.L. Lukina y otros dos del artista A.I. Kuznetsov.
En el primer proyecto, Lukina representó el perfil derecho de Stalin, rodeado por la inscripción «POR LA VICTORIA SOBRE JAPÓN» (izquierda y arriba) y una rama de laurel (derecha e inferior). En el segundo proyecto, Lukina colocó el perfil izquierdo de Stalin, rodeado por la misma inscripción abajo y arriba por dos ramas de laurel, entre las cuales se colocó una estrella de cinco puntas. En el reverso de ambos proyectos hay una inscripción en dos líneas "2-IX 1945", encima de la cual hay una estrella de cinco puntas.
En los dos proyectos de Kuznetsov, el perfil izquierdo de Stalin estaba representado, en el primero, sin gorra, en el segundo, con gorra. En el reverso hay una inscripción en cuatro líneas «POR LA VICTORIA SOBRE JAPÓN 1945», encima de la cual hay una estrella de cinco puntas.
Finalmente, se adoptó el primer borrador de Lukina, con algunos cambios.

## Reglamento
La medalla por la victoria sobre Japón se otorgaba a: 
- Todos aquellos miembros del Ejército Rojo, la Armada Soviética y tropas del Ministerio de Asuntos Internos (MVD) que participaron directamente en las operaciones militares contra Japón entre el 8 y el 23 de agosto de 1945, formando parte del 1.er Frente del Lejano Oriente, 2.do Frente del Lejano Oriente y Frente del Transbaikal, la Flota del Pacífico y la flotilla flubial del Amur;[1]
- Los militares de las direcciones centrales de la NKO, la NKVMF (Comisariado del Pueblo para la Armada) y la NKVD, que participaron en el apoyo a las operaciones de combate de las tropas soviéticas en el Lejano Oriente.[1]

Esta condecoración también fue otorgada a los soldados y oficiales del Ejército Popular de Mongolia que participaron directamente en las operaciones militares contra Japón.
Las personas galardonadas con esta medalla, posteriormente tuvieron derecho a recibir las distintas medallas conmemorativas en memoria de la Victoria en la Gran Guerra Patria de 1941-1945.
La concesión de la medalla se hizo en nombre del Presídium del Sóviet Supremo de la Unión Soviética sobre la base de documentos que atestiguan la participación real en operaciones de combate contra Japón emitidos por los comandantes de unidad o el jefe de un establecimiento médico militar. Los beneficiarios que sirven en las fuerzas armadas del Ejército Rojo, la Armada y las tropas de la NKVD recibieron la medalla de su comandante de unidad, los jubilados del servicio militar recibieron la medalla de un comisionado militar regional, municipal o de distrito en la comunidad del destinatario.
La medalla se lleva en el lado izquierdo del pecho y, en presencia de otras medallas de la URSS, se coloca después de la Medalla Conmemorativa del 40.º Aniversario de la Victoria en la Gran Guerra Patria de 1941-1945. Si se usa en presencia de órdenes o medallas de la Federación de Rusia, estas últimas tienen prioridad.

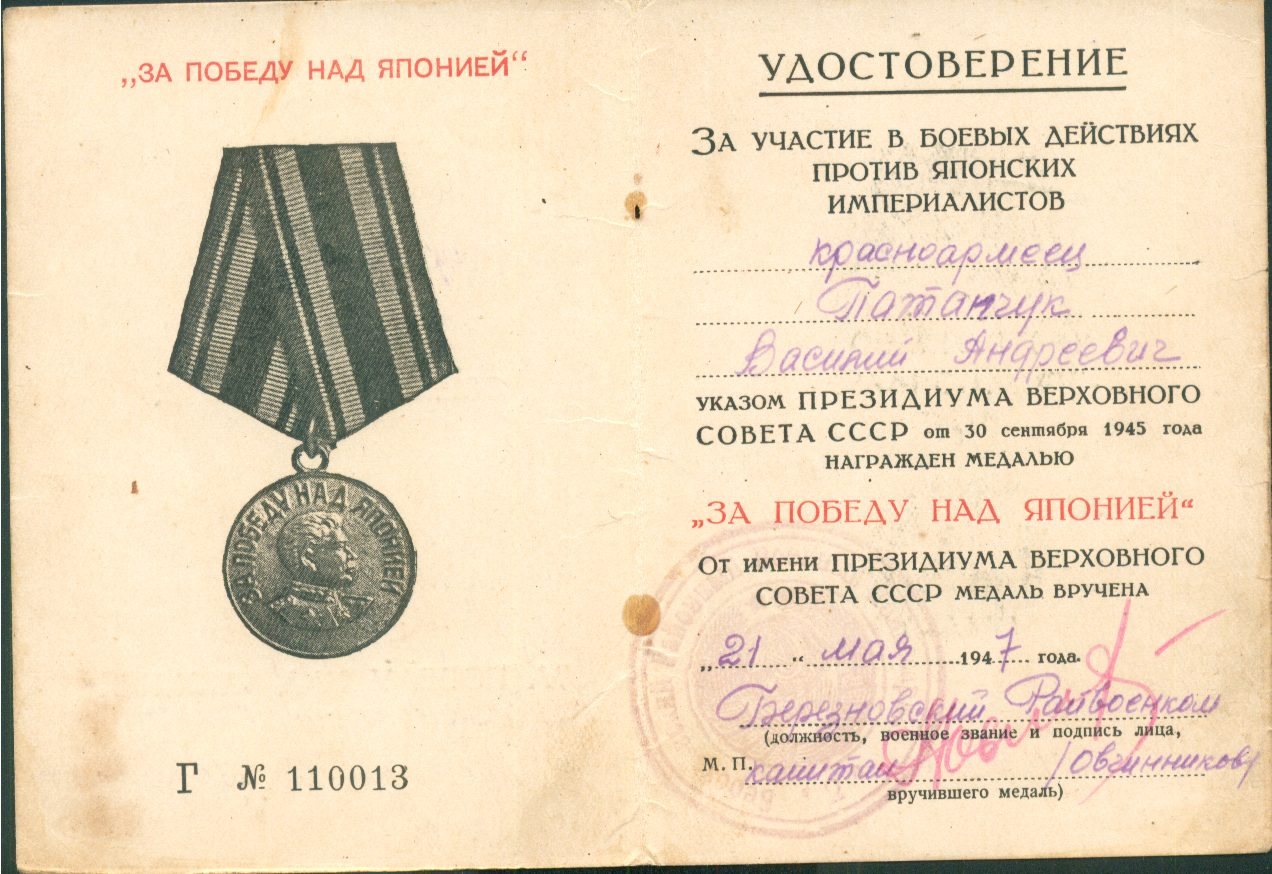
Certificado que acompañaba a la Medalla de la Victoria sobre Japón

Cada medalla venía con un certificado de premio, este certificado se presentaba en forma de un pequeño folleto de cartón de 8 cm por 11 cm con el nombre del premio, los datos del destinatario y un sello oficial y una firma en el interior. Por el decreto del 5 de febrero de 1951 del Presídium del Sóviet Supremo de la URSS, se estableció que la medalla y su certificado quedarían en manos de la familia tras la muerte del beneficiario

## Descripción

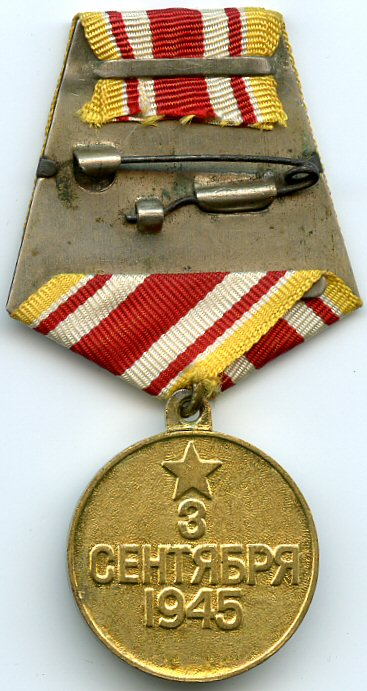
Reverso de la Medalla por la Victoria sobre Japón

Es una medalla circular de latón de 32 mm de diámetro con un borde elevado en ambos lados. 
En su anverso de guijarros, el busto de Iósif Stalin orientado a la izquierda rodeado a los lados y en la parte superior por la inscripción en relieve a lo largo de la circunferencia de la medalla «POR LA VICTORIA SOBRE JAPÓN» (en ruso, «ЗА ПОБЕДУ НАД ЯПОНИЕЙ»). En el reverso, en la parte superior, una estrella lisa de cinco puntas, debajo de la estrella, la inscripción en tres filas «3 DE SEPTIEMBRE DE 1945» (en ruso, «3 СЕНТЯБРЯ 1945»).
La medalla está conectada con un ojal y un anillo a un bloque pentagonal cubierto con una cinta de muaré de seda de 24 mm de ancho. Hay una franja roja ancha en el medio de la cinta, a cada lado: una franja blanca, una franja roja y una franja blanca estrecha cada una. Los bordes de la cinta están bordeados por estrechas franjas amarillas.
La medalla por la Victoria sobre Japón es muy parecida a la Medalla por la Victoria sobre Alemania en la Gran Guerra Patria 1941-1945, no solo por su posición dentro el escalafón, sino por su propia descripción. En las dos aparece la imagen de Stalin (la de Alemania mira a occidente y la de Japón mira a oriente).